# Sven Krohn
Sven Krohn, född 9 maj 1903 i Helsingfors, död 26 juni 1999 i Tammerfors, var en finländsk filosof och poet.

## Biografi
Krohn blev filosofie doktor 1950. Han var 1929–1949 läroverkslärare i tyska, filosofi, psykologi och historia, docent i teoretisk filosofi vid Helsingfors universitet 1951–1970, tillförordnad professor i filosofi vid Helsingfors universitet (svenskspråkig tjänst) 1954–1955, 1958 och 1961–1963; tillförordnad professor i filosofi vid Åbo universitet 1956–1960, ordinarie professor 1960–1970.
Krohn är den mest inflytelserika företrädaren för den fenomenologiska riktningen inom finländsk filosofi. Till hans filosofiska verksamhet anslöt sig en idealistisk och religiös, av teosofiska tankar inspirerad världsåskådning. Han engagerade sig också för religionsforskning (gnosticism) och för parapsykologiska studier.
Krohn gav ut flera diktsamlingar; han fortsatte att skriva dikter till slutet av sitt liv. Bland hans verk kan noteras Der logische Empirismus I-II (1949–1950), Die normative Wertethik in ihrer Beziehung zur Erkenntnis und zur Idee der Menschheit (1958), Totuus, arvo ja ihminen (1967), Ihminen, luonto ja logos (1981), Ydinihminen: ihmisen mitta ja tulevaisuus (1989), Planeetan uni (1992), Valkoinen aukko: tieto, usko ja filosofia (1993) och Etsin ihmistä (1996).  
Sven Krohn var bror till filosofen Eino Krohn. Hans son Aarni Krohn har framträtt som författare bland annat med ett antal kulturhistoriska arbeten. 

## Utmärkelser
- Kommendörstecknet av Finlands Lejons orden[1]
- Vinterkrigets minnesmedalj[1]
- Minnesmedalj för deltagande i 1941-1945 års krig[1]

[Redigera Wikidata]